# 電子海図情報表示装置

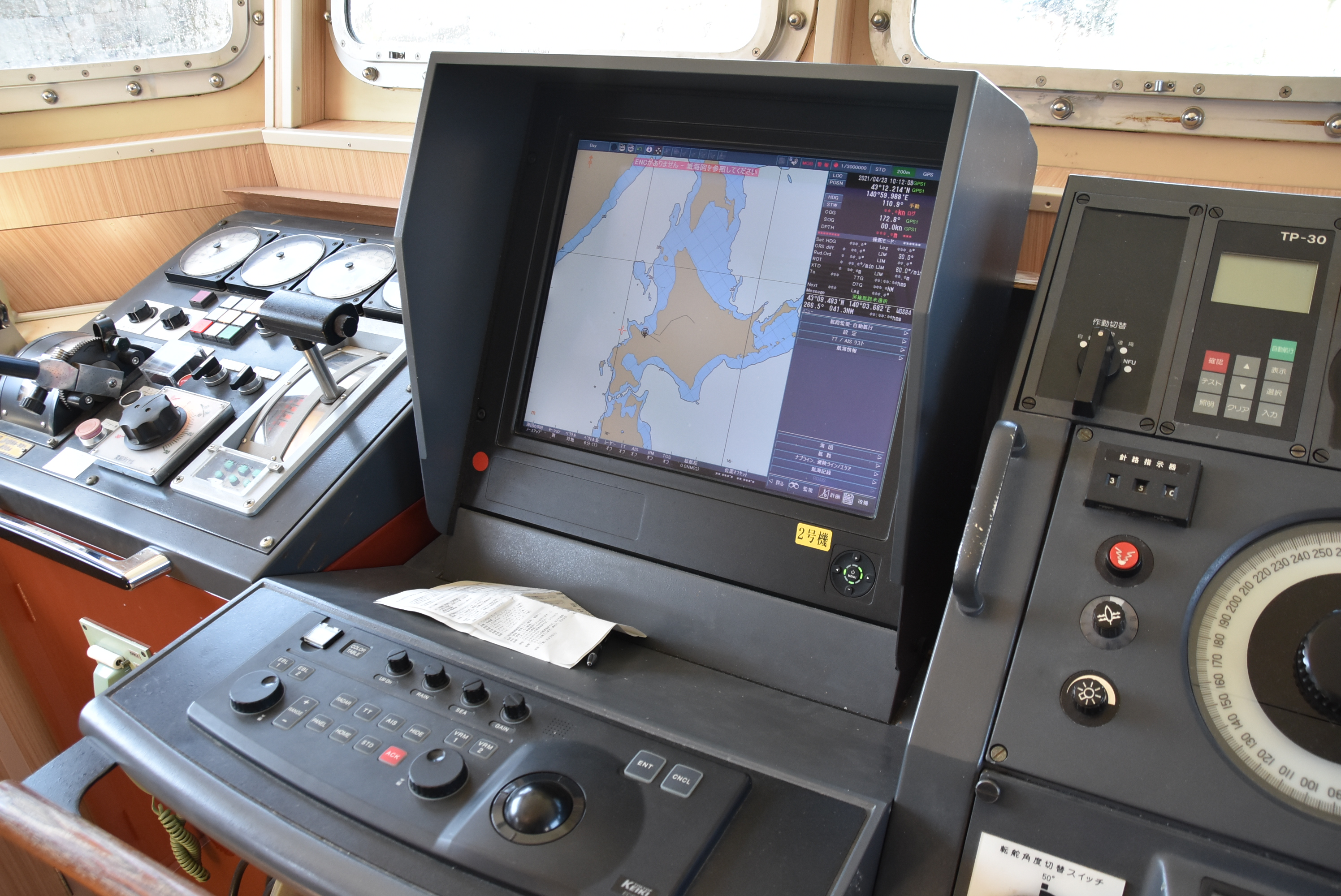
独立行政法人海技教育機構が所有する練習船「はりうす」に搭載されたECDIS

電子海図情報表示装置（でんしかいずじょうほうひょうじそうち、英: Electronic Chart Display and Information System, ECDIS; エクディス）とは、国際海事機関 (IMO) の基準に準拠した航海用の地理情報システム（航海用ナビゲーション）装置。紙の海図に代わるものである。IMOは基準に適合しない類似のシステムを電子海図装置 (Electronic Chart Systems, ECS) と呼び明確に区別している。

## 概要
ECDISシステムは、航海用電子海図 (ENC) からの地理情報を画面に表示し、位置、方位、速度からの位置情報などの統合測位システムと、他の航海用センサーを介し得た各種情報を統合し画面上に情報表示を行い、ECDISに接続可能なセンサーには、レーダー、ナブテックス、自動船舶識別装置 (AIS)、測深装置などがある。
ENCデータとGNSSによる自船位置情報、自船レーダー情報に基づいて、周辺海図、自船位置、自動航路保持、監視、航跡記録、自動船速制御、航路逸脱警報、変針点接近警報、避険線接近・侵入警報、安全等深線接近・侵入警報、気象情報提供、海象情報提供、航行警報情報提供、などの高度な航行支援機能を備えている。危険水域の警報機能とともに海図室への出入りに時間を割くことなく前方警戒に集中できることで航海の安全性が高められる。
近年、海事業界ではシステムの安全性、特にサイバー攻撃に対する対策について懸念している。
ECDISの軍用版は、WECDIS (Warship ECDIS) または、ECDIS-N (ECDIS-Naval) として知られる。

## 電子海図
ECDISシステムでは主に2種類の電子海図が用いられている。
航海用電子海図 (ENC; Electronic navigational chart)

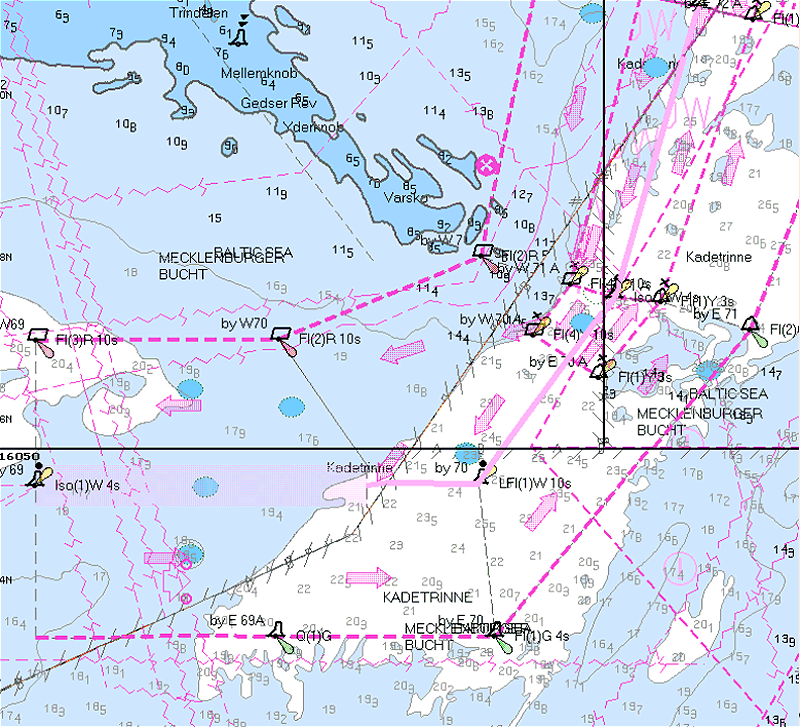
ECDIS上に表示される各種情報

ENCは、ECDIS用海図データベースの要件に適合しており、内容、構造、形式が標準化されたベクター海図で、各国の政府機関や水路機関の権限によりECDIS用途で使用するため発行されたものとなり、日本では公式海図とも呼ばれ、ENCは国際水路機関 (IHO) の発布した「S-57」に記載されている規格に適合する仕様となっている。ENCは、安全な航海に必要なすべての海図情報を含んでおり、紙海図に含まれる情報に加えて、補足情報を含むこともある。ENC海図を使用するシステムは、船舶の位置と移動に関連して差し迫った危険を警告するようにプログラムすることが可能である。また、ECDISシステムは、IMOの基準に従って認証された機器でなければならない。
ラスター海図 (RNC; Raster Navigational Chart)
RNCは、IHO「S-61」に準拠したラスターグラフィック海図となり、日本では非公式海図とも呼ばれ、紙海図をスキャナでデジタル画像に変換して作成されたものである。IMO規則 Resolution MSC.86 (70) の中で、ENC海図がない場合にのみ、ECDIS装置がラスター海図表示システム (RCDS) モードで動作することを認めている。

## 規則
ECDISは、IHO規則「S-57」及び「S-52」で定義されており、承認された航海用海図及び情報システムであり、1974年のSOLAS条約の規則「V/19」で要求される従来の紙海図と同等とするものとして認証している。ECDISの性能要件はIMOによって定義されており、試験規格は国際電気標準会議 (IEC) によって定められた国際規格である「IEC 61174」の下に開発がされている。
将来的にENCは「S-100」として知られる次世代型電子海図の国際規格となる「IHO Universal Hydrographic Data Model」に基づく製品仕様の一部になる予定である。なお、製品仕様番号S-101はENCに割り当てられている。次世代海図では潮汐や天気図などを新たなレイヤーとして統合表示されるシステムとなる。